# Chrysocharis laomedon
Chrysocharis laomedon (лат.) — вид мелких хальциноидных наездников рода Chrysocharis из семейства Eulophidae. Палеарктика, Неарктика.

## Описание
Диплоидный набор хромосом 2n = 10, все хромосомы метацентрические. Паразитируют на гусеницах молевидных бабочек, минирующих листья: Каштановая минирующая моль (Cameraria ohridella), Phyllonorycter issikii, Lithocolletis acerifoliella, Lithocolletis alnicolella, Lithocolletis blancardella, Lithocolletis carpinicolella, Lithocolletis cerasicolella, Stigmella argyropeza, Stigmella aucupariae, Stigmella juglandifoliella, Stigmella nylandriella, Stigmella ruficapitella, (Lepidoptera, Gracillariidae, Gelechiidae). Вид Chrysocharis laomedon был впервые описан в 1839 году английским энтомологом Френсисом Уокером (Francis Walker, 1809—1874) под первоначальным названием Entedon laomedon Walker 1839. Таксон Chrysocharis laomedon включён в состав рода Chrysocharis Förster, 1856 (вместе с Chrysocharis albipes, Chrysocharis acoris (Walker, 1839), Chrysocharis acutigaster Hansson, 1985, Chrysocharis ainsliei Crawford, 1912, Chrysocharis albicoxis Erdös, 1958, Chrysocharis amanus  (Walker, 1839), Chrysocharis amasis  (Walker, 1839) и другими).